# Sključani
Sključani (cyr. Скључани) – wieś w Bośni i Hercegowinie, w Republice Serbskiej, w gminie Kozarska Dubica. W 2013 roku liczyła 211 mieszkańców.